# STS-61B
STS-61B e двадесет и четвъртата мисия на НАСА по програмата Спейс шатъл и втори полет на совалката Атлантис. В екипажа за първи път е включен гражданин на Мексико.

## Екипаж
| Пост                           | Астронавт                                     |
| ------------------------------ | --------------------------------------------- |
| Командир                       | Брюстер Шоу втори космически полет            |
| Пилот                          | Браян О'Конър първи космически полет          |
| Специалист на мисията 1        | Шерууд Спринг първи космически полет          |
| Специалист на мисията 2        | Мери Клийв първи космически полет             |
| Специалист на мисията 3        | Джери Рос първи космически полет              |
| Специалист по полезния товар 1 | Родолфо Нери (Мексико) първи космически полет |
| Специалист по полезния товар 2 | Чарлс Уокър трети космически полет            |

- Броят на полетите е преди и включително тази мисия.

## Полетът
По време на мисията „STS-61B“ са изведени в орбита 3 комуникационни спътника: Morelos-B (Мексико), Optus-A2 (Австралия) и Satcom-K2 (САЩ). „Morelos-B“ и „Optus-AUSSAT-2“ са изведени в орбита с помощта на спомагателни двигатели „PAM-D“, а за „Satcom-K2“ за първи път е използвана модификация „PAM-D2“ за извеждане на по-тежки спътници.
Проведени са 2 експеримента по сглобяване на конструкции извън космическия кораб:
- експериментално сглобяване на конструкция по форма близка до пирамида (Experimental Assembly of Structures in Extravehicular Activity – EASE);
- експериментално сглобяване на конструкция по форма близка до „висока кула“ (Assembly Concept for Construction of Erectable Space Structure – ACCESS).

По време на работата е установено, че EASE е по-неудобна и сложна за сглобяване, а ACCESS е много повече приспособима към условията на космоса. За експериментите са извършени 2 излизания в открития космос.
Освен тези експерименти са извършени и следните експерименти:
- създаване на лекарства в условията на микрогравитация (на английски: Continuous Flow Electrophoresis System – CFES);
- експеримент по растеж на голям кристал (на английски: Diffusive Mixing of Organic Solutions – DMOS);
- експерименти на Родолфо Нери (англ. Morelos Payload Specialist Experiments – MPSE). Освен участието си в извеждането на спътника в орбита той изпълнил и серия експерименти, най-вече в областта на физиологията на човека.

В товарния отсек се намирал специален контейнер с експерименти на студенти от Канада за създаване на огледала в условията на микрогравитация и камера IMAX за товарния отсек (ICBC).

## Параметри на мисията
- Маса:
  - При старта: 118 664 кг
  - При кацането: 93 316 кг
  - Полезен товар: 21 791 кг
- Перигей: 361 км
- Апогей: 370 км
- Инклинация: 28,5°
- Орбитален период: 91.9 мин

### Космически разходки
| № | Участници                 | Начало                    | Край                      | Продължителност  |
| - | ------------------------- | ------------------------- | ------------------------- | ---------------- |
| 1 | Шерууд Спринг и Джери Рос | 29 ноември 1985 21:45 UTC | 30 ноември 1985 03:17 UTC | 5 часа 32 минути |
| 2 | Шерууд Спринг и Джери Рос | 1 декември 1985 20:30 UTC | 1 декември 1985 03:11 UTC | 6 часа 41 минути |

## Галерия
- Нощният старт на совалката, мисия „STS-61B“
- Извеждането на спътника „Morelos-B“
- Извеждането на спътника „SATCOM Ku-2“
- Изграждането на ACCESS структурата
- Изграждането на EASE структурата
- Кацането на совалката в авиобазата „Едуардс“